# Goodbye Marylin
Goodbye Marylin ist ein Erotikthriller des deutschen Noir-Regisseurs Allegro Swing. Die deutsche Produktion sorgte wegen ihres lyrisch-erotischen Stils für Aufsehen bei der Venus Berlin 2012. Die beiden Hauptdarsteller Julie Hunter und Markus Waxenegger sowie Regisseur Allegro Swing erhielten dafür den Venus Awards 2012.

## Vorgeschichte
2012 war das 50. Todesjahr der berühmten Hollywood Filmikone Marilyn Monroe. Regisseur Allegro Swing plante ein modernes Erotikdrama zu diesem archetypisches Sexsymbol des 20. Jahrhunderts; allerdings nicht als Nachahmung, sondern als zeitgemäßes und  eigenständiges Filmwerk. Für die Hauptrolle fasste Swing Julie Hunter, eine Newcomerin der Erotik-Branche ins Auge. Bereits 2011 wurde Hunter dem Filmemacher bei der Venus Berlin vorgestellt. Swing shootete seinerzeit einen After-Show-Party-Casting-Clip mit ihr. Aufgrund ihrer „blonden Entschiedenheit“ entschloss sich der Regisseur für die Hauptrolle von Hunter als Showgirl Marylin. Ihren Pendant Markus Waxenegger lernte Swing, wegen eines Ausfalles bei einer früheren Produktion kennen. „Markus war perfekt für diese doppelbödige Rolle als hingebungsvoller Liebhaber und skrupelloser Boss“. Die beiden Protagonisten hatten zudem gerade privat eine strittige Beziehung unvollendet hinter sich. Waxenegger willigte daher nur zögerlich in eine Zusammenarbeit an diesem Projekt mit Hunter ein. Swing sah in dieser „schwebenden Zwietracht der Beiden einen authentischen Schlüssel zur Umsetzung dieses intriganten Milieufilmes“.

## Produktion
Als Drehort der Fünf-Tages-Produktion im Mai 2012 diente der Hamburger Swingerclub Equinoxe.
Swing entschied sich für einen Ensemblefilm, bestehend aus drei Showgirls, einem Buchhalter, einem Choreographen, einem Clubbesitzer und dessen Vasallen. Während des gesamten Drehs bat Swing alle Darsteller vor Ort zu verweilen. Sehr zur Verwunderung dieser Sieben, drehte Swing wiederholt Ad-hoc-Szenarien, die nicht im Drehbuch standen. Auf verwundertes Nachfragen der Anwesenden, antwortete Swing: „Hurra - das Drehbuch lebt“.

## Postproduktion
Binnen drei Wochen wurde das opulente Filmwerk in der Postproduktion fertig gestellt. Zunächst wurde eine männliche Radiostimme, dann eine weibliche Voiceover für Marylin erstellt und untergeschnitten. Die Stimmgeber bestanden allerdings aufgrund der Thematik auf Anonymität.
Für die Musikdramaturgie wurde der Funk-Musiker Mr. Dubone engagiert.
Einige Live Archivaufnahmen des Musikers wurden für diesen Spielfilm als Analepse verwendet. Die wirkliche Escort-Vergangenheit der Hauptdarstellerin Julie Hunter wurde ebenfalls via Rückblenden nachgestellt und eingeschnitten. Auch wurde Archivmaterial von vergangenen Erotikmessen (Venus Berlin) auszugsweise verwendet. Die gesamte Schnittarbeit erfolgte von Swing als Filmeditor auf Media Composer.

## Handlung
Zum 50. Todestag des Sexsymbols Marilyn Monroe steht das Showbiz Kopf. Und so gerät das ehemalige Escort-Girl Julie Hamburg als Showgirl Marylin (Julie Hunter) in Mr. Egger's (Markus Waxenegger) machtgierige Fänge. Anfangs ist sie dem Partykönig gegenüber skeptisch. Als er ihr aber ewige Liebe schwört, lässt sie sich auf Gedeih und Verderb auf den Schwindler ein. Nicht nur, dass er sie mehr als nur einmal betrügt – nein zu alledem hält er sie auch noch in seinem Showgirls Club als geldbringendes Aushängeschild gefangen ohne sie dafür zu bezahlen. Und damit kommt Joe (Kookie Ryan), ein begnadeter Choreograph, ins Spiel. Selbst von Egger mehrmals betrogen und seiner Freundin (Kim XXX) beraubt – entsteht zwischen ihm und Marylin eine verhängnisvolle Affäre. 
Was sich jetzt auftut, ist ein intriganter Schauplatz zwischen karrieresüchtigen Showgirls und skrupellosen Showbiz. Marylin schafft es durch einen vorgegebenen Nylon-Fetischismus den Buchhalter um ihre blonden Finger zu wickeln. So erhält sie das Passwort zum Konto Eggers und transferiert eine enorme Summe auf ihr Konto. Ein letztes Mal schläft sie mit Joe, der ihr auf ihren Wunsch hin Drogen besorgt. Auf die Frage an Joe, wo er denn das Geld dafür her hätte (wo er doch auch mittellos sei), antwortet dieser: „es ist alles geklärt, mach Dir keine Sorgen Marylin“. Doch die unbezahlten Rauschmittel ziehen noch am selben Abend einen maskierten Geldeintreiber an. Da Joe nicht bezahlen kann, wird er umgebracht. Marylin flüchtet danach in die Obhut eines mysteriösen Gönners – dem Posaunisten. Clubbesitzer Egger lässt nach Feststellung seines Geldverlustes nach seinem blondes Geldmaschinchen vergeblich suchen.
Mit dem Verschwinden des blonden Showgirls gehen die Umsätze im Club rapide zurück. Egger erfindet immer wieder neue Lügen für die Presse, um Marylins Abwesenheit zu rechtfertigen und hinzu ihren Ruf zu schädigen. So lässt er verbreiten, dass der Showstar drogensüchtig wäre und derzeit auf unbestimmte Zeit eine Entziehungskur absolviere. Dass dies nicht der Wahrheit entspricht, kommt jedoch schnell ans Licht.
Das ehemalige Showgirl zeigt Eggers Steuerbetrug an, worauf er einsitzen muss.
In den Schluss-Sequenzen sieht man Marylin mit einer Posaune in der Hand durch einen Hotelgang selbst erzählend über die Zukunft mit ihren ominösen Gönner – dem Posaunisten – gehen. Dabei wiederholt sie fast manisch immer wieder folgende Worte: „Wenn ICH gehe, seid IHR arm“. Gemeint war damit das Aus des Showgirls-Clubs. Zuletzt sieht man sie wie im Establishing Shot über den roten Teppich vor dem Club, der jetzt ihr gehört und nach dem verstorbenen Choreographen Joe`s Club benannt ist.

## Auswertung
Der Erotik-Thriller wurde vorerst per Broadcast bei Beate-Uhse.TV, dann auf Video-on-Demand und schließlich auf DVD verwertet.

## Auszeichnungen
Venus Award 2012:
- Beste Darstellerin Featured Film Goodbye Marylin – Julie Hunter
- Bester Darsteller Featured Film  Goodbye Marylin – Markus Waxenegger
- Beste Regie Featured Film Goodbye Marylin – Allegro Swing

## Diverses
Julie Hunter wurde durch diese Hauptrolle bekannt und trat größtenteils für Beate-Uhse.TV in Erscheinung. Nebenher nahm sie wieder ihre Begleitagentur-Tätigkeit auf und geriet mit dem Fiskus in Konflikt. Schließlich musste Julie Hunter, alias Franziska Koch, eine Haftstrafe absitzen.
Markus Waxenegger gab Ende 2012 seinen Ausstieg aus der Erotikbranche bekannt.
Conny Dachs und Kookie Ryan wurden nach dieser Produktion von Lars von Trier für den Film Nymphomaniac engagiert.